# 마리우스 프티파

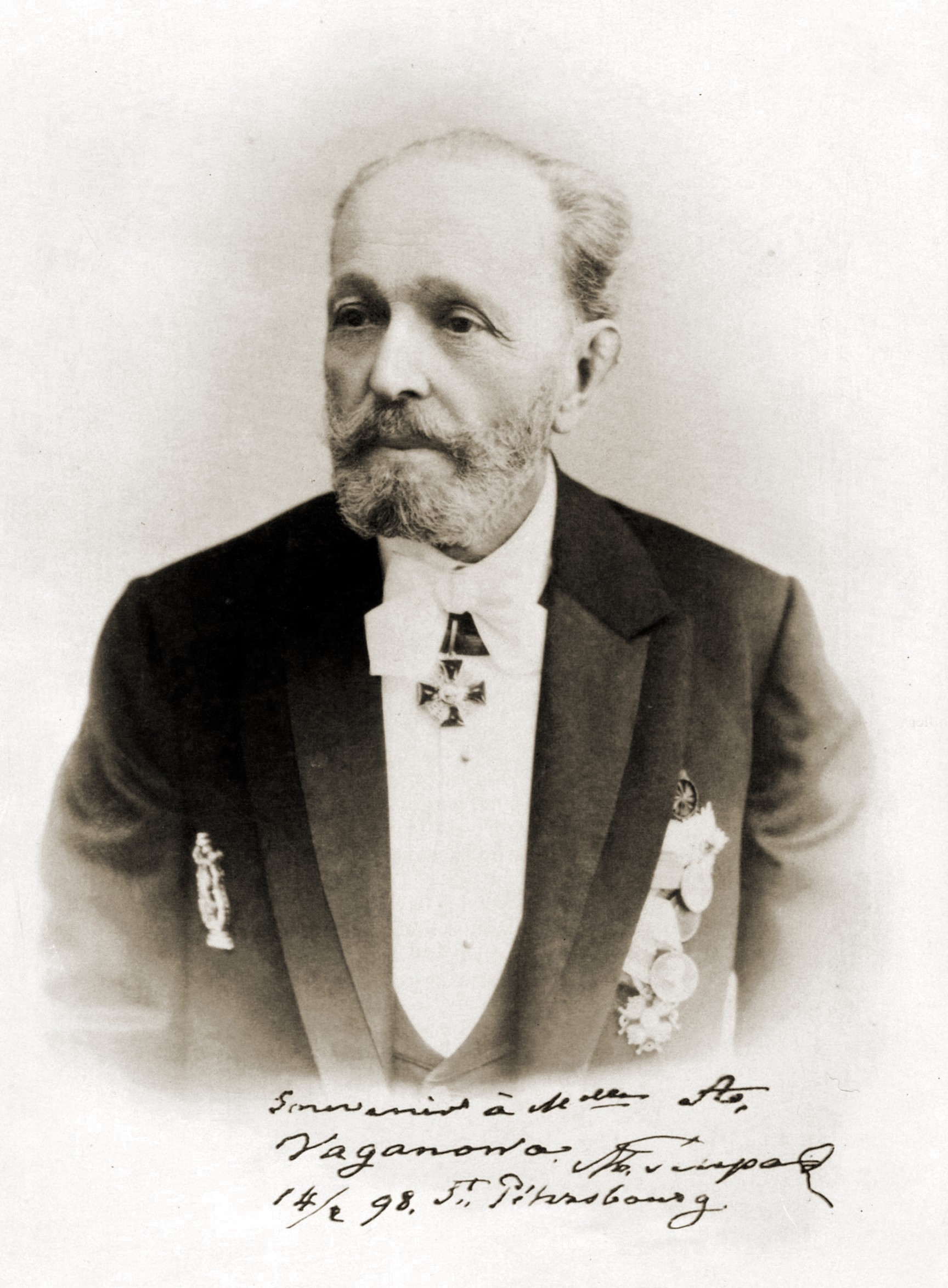
1898년 2월 14일의 마리우스 프티파

마리우스 이바노비치 페티파(러시아어: Ма́риус Ива́нович Петипа́), 원이름 빅토르 마리우스 알퐁스 프티파(프랑스어:  Victor Marius Alphonse Petipa, 1818년 3월 11일 ~ 1910년 7월 14일)(구력 7월 1일))는 러시아 고전 발레를 완성시킨 프랑스 출신 발레 무용수이자 안무가이다.

## 생애
프랑스의 마르세유에서 태어났다. 청년 시절에는 파리의 오페라 극장에서 엘슬러와 공연하는 등 오로지 무용수로서만 활약하였고, 1847년 25세 때 러시아로 초빙된 것도 제1 무용수로서였다. 그 무렵 상트페테르부르크의 마린스키 극장에서는 쥘 페로가 안무를 담당했으며, 프티파는 그에게서 안무를 배웠다. 그리하여 프티파가 마린스키 극장에서 최초의 안무를 한 것은 1858년에 상연된 《섭정전하(攝政殿下)의 결혼》이라는 2막 발레에서였다. 그 후 1900년까지 42년 동안에 약 54종의 신작(新作) 발레를 안무했을 뿐만 아니라 17곡의 옛 작품을 개작하고 또한 35종이나 되는 오페라의 발레를 안무하였다. 오늘날 여전히 세계 각국에서 상연되는 걸작인 《잠자는 숲 속의 미녀》, 《호두까기 인형》, 《백조의 호수》 등은 프티파가 완성한 고전 발레의 형식을 최대한으로 발휘한 작품들이다. 프티파는 또한 무용가의 양성에도 힘을 기울여, 20세기에 들어와서 러시아에서 다수의 유명 무용수를 배출하는 요인을 만들었다.